# Leucovis alba
Leucovis alba är en fjärilsart som beskrevs av Rothschild 1897. Leucovis alba ingår i släktet Leucovis och familjen nattflyn. Inga underarter finns listade i Catalogue of Life.